# Roy Emerson
Roy Stanley Emerson (Blackbutt, Queensland, 3 november 1936) is een voormalig tennisspeler uit Australië. Tijdens zijn carrière won hij twaalf grandslamtitels in het enkelspel en nog eens zestien bij het mannendubbelspel. Zijn record werd in 2000 door Pete Sampras verbroken. Tot 2021, toen Novak Djokovic voor de tweede maal Roland Garros won, was hij bovendien de enige tennisser die in het open tijdperk elk grandslamtoernooi minstens twee keer wist te winnen. Hij is de enige man in de geschiedenis die in alle grandslamtoernooien zowel de titels in het enkelspel als het herendubbelspel heeft gewonnen.
In 1982 werd hij opgenomen in de internationale Tennis Hall of Fame.

## Palmares

### Enkelspel
| Nr.              | Datum      | Toernooi           | Ondergrond | Tegenstander in finale | Score                   |         |
| ---------------- | ---------- | ------------------ | ---------- | ---------------------- | ----------------------- | ------- |
| gewonnen finales |            |                    |            |                        |                         |         |
| 01.              | 1961-01-30 | Australian Open    | gras       | Rod Laver              | 1-6, 6-3, 7-5, 6-4      | details |
| 02.              | 1961-09-10 | US Open            | gras       | Rod Laver              | 7-6, 6-3, 6-2           | details |
| 03.              | 1963-01-19 | Australian Open    | gras       | Ken Fletcher           | 6-3, 6-3, 6-1           | details |
| 04.              | 1963-05-26 | Roland Garros      | gravel     | Pierre Darmon          | 3-6, 6-1, 6-4, 6-4      | details |
| 05.              | 1964-01-13 | Australian Open    | gras       | Fred Stolle            | 6-3, 6-4, 6-2           | details |
| 06.              | 1964-07-03 | Wimbledon          | gras       | Fred Stolle            | 6-1, 12-10, 4-6, 6-3    | details |
| 07.              | 1964-09-13 | US Open            | gras       | Rod Laver              | 6-4, 6-1, 6-4           | details |
| 08.              | 1965-02-01 | Australian Open    | gras       | Fred Stolle            | 7-9, 2-6, 6-4, 7-5, 6-1 | details |
| 09.              | 1965-07-02 | Wimbledon          | gras       | Fred Stolle            | 6-2, 6-4, 6-4           | details |
| 10.              | 1966-01-31 | Australian Open    | gras       | Arthur Ashe            | 6-4, 6-8, 6-2, 6-3      | details |
| 11.              | 1967-01-30 | Australian Open    | gras       | Arthur Ashe            | 6-4, 6-1, 6-4           | details |
| 12.              | 1967-06-04 | Roland Garros      | gravel     | Tony Roche             | 6-1, 6-4, 2-6, 6-2      | details |
| 13.              | 1968-11-11 | ATP Buenos Aires   | gravel     | Rod Laver              | 9-7, 6-4, 6-4           | details |
| 14.              | 1969-07-28 | ATP Gstaad         | gravel     | Tom Okker              | 6-1, 12-14, 6-4, 6-4    | details |
| 15.              | 1974-09-24 | ATP San Francisco  | tapijt (i) | Björn Borg             | 5-7, 6-1, 6-4           | details |
| verloren finales |            |                    |            |                        |                         |         |
| 01.              | 1962-01-15 | Australian Open    | gras       | Rod Laver              | 6-8, 6-0, 4-6, 4-6      | details |
| 02.              | 1962-06-02 | Roland Garros      | gravel     | Rod Laver              | 6-3, 6-2, 3-6, 7-9, 2-6 | details |
| 03.              | 1962-09-10 | US Open            | gras       | Rod Laver              | 2-6, 4-6, 7-5, 4-6      | details |
| 04.              | 1968-06-15 | ATP Beckenham      | gras       | Fred Stolle            | 3-6, 1-6                | details |
| 05.              | 1970-04-26 | ATP Dallas WCT     | tapijt (i) | Andrés Gimeno          | 2-6, 3-6, 2-6           | details |
| 06.              | 1970-08-23 | ATP Fort Worth WCT | hardcourt  | Rod Laver              | 3-6, 5-7                | details |
| 07.              | 1970-10-04 | ATP Vancouver      | tapijt (i) | Rod Laver              | 2-6, 1-6, 2-6           | details |
| 08.              | 1970-10-18 | ATP Tucson WCT     | hardcourt  | Marty Riessen          | 1-6, 4-6                | details |
| 09.              | 1972-04-02 | ATP Macon WCT      | tapijt (i) | Mark Cox               | 3-6, 7-6, 3-6           | details |
| 10.              | 1972-09-18 | ATP Montreal       | hardcourt  | Arthur Ashe            | 4-6, 6-3, 2-6, 5-7      | details |
| 11.              | 1972-11-06 | ATP Göteborg       | tapijt (i) | John Newcombe          | 0-6, 3-6, 1-6           | details |
| 12.              | 1973-01-29 | ATP Richmond WCT   | tapijt (i) | Rod Laver              | 4-6, 3-6                | details |
| 13.              | 1973-02-12 | ATP Toronto        | tapijt (i) | Rod Laver              | 4-6, 3-6                | details |
| 14.              | 1973-07-16 | ATP Gstaad         | gravel     | Ilie Năstase           | 4-6, 3-6, 3-6           | details |

### Dubbelspel (sinds hetopen tijdperk)
| Nr.                               | Datum      | Toernooi             | Ondergrond    | Partner          | Tegenstanders in finale           | Score                   |         |
| --------------------------------- | ---------- | -------------------- | ------------- | ---------------- | --------------------------------- | ----------------------- | ------- |
| gewonnen finales mannendubbelspel |            |                      |               |                  |                                   |                         |         |
| 1.                                | 1968-04-22 | ATP Bournemouth      | Gravel        | Rod Laver        | Andrés Gimeno Pancho Gonzales     | 8-6, 4-6, 6-3, 6-2      | details |
| 2.                                | 1969-01-20 | Australian Open      | Gras          | Rod Laver        | Ken Rosewall Fred Stolle          | 6-4, 6-4, 6-4           | details |
| 3.                                | 1969-11-03 | ATP Stockholm        | Gravel        | Rod Laver        | Andrés Gimeno Graham Stilwell     | 6-4, 6-2                | details |
| 4.                                | 1970-08-10 | ATP Boston           | Hardcourt     | Rod Laver        | Ismail El Shafei Torben Ulrich    | 6-1, 7-6                | details |
| 5.                                | 1971-06-21 | Wimbledon            | Gras          | Rod Laver        | Arthur Ashe Dennis Raiston        | 4-6, 9-7, 6-8, 6-4, 6-4 | details |
| 6.                                | 1971-08-02 | ATP Quebec WCT       | Hardcourt     | Rod Laver        | Tom Okker Marty Riessen           | 7-6, 6-2                | details |
| 7.                                | 1971-08-09 | ATP Boston WCT       | Hardcourt     | Rod Laver        | Tom Okker Marty Riessen           | 6-4, 6-4                | details |
| 8.                                | 1971-08-27 | ATP Berkeley         | Hardcourt     | Rod Laver        | Ken Rosewall Fred Stolle          | 6-3, 6-3                | details |
| 9.                                | 1971-10-11 | ATP Vancouver WCT    | Hardcourt     | Rod Laver        | John Alexander Phil Dent          | 5-7, 6-7, 6-0, 7-5, 7-6 | details |
| 10.                               | 1972-04-10 | ATP Houston WCT      | Gravel        | Rod Laver        | Ken Rosewall Fred Stolle          | 6-3, 6-3                | details |
| 11.                               | 1972-05-08 | ATP Las Vegas WCT    | Hardcourt     | Rod Laver        | John Newcombe Tony Roche          | walk-over               | details |
| 12.                               | 1972-11-20 | ATP Rotterdam        | Hardcourt     | John Newcombe    | Arthur Ashe Bob Lutz              | 6-2, 6-3                | details |
| 13.                               | 1973-01-15 | ATP Miami WCT        | Hardcourt     | Rod Laver        | Terry Adisson Colin Dibley        | 6-4, 6-4                | details |
| 14.                               | 1973-01-22 | ATP La Costa WCT     | Hardcourt     | Rod Laver        | Nikola Pilić Allan Stone          | 6-7, 6-3, 6-4           | details |
| 15.                               | 1973-01-29 | ATP Richmond WCT     | Tapijt (i)    | Rod Laver        | Terry Adisson Colin Dibley        | 3-6, 6-3, 6-4           | details |
| 16.                               | 1973-02-19 | ATP Atlanta WCT      | Tapijt (i)    | Rod Laver        | Robert Maud Andrew Pattison       | 7-6, 6-3                | details |
| 17.                               | 1973-04-23 | ATP Göteborg WCT     | Tapijt (i)    | Rod Laver        | Nikola Pilić Allan Stone          | 6-7, 6-4, 6-1           | details |
| 18.                               | 1973-09-24 | ATP San Francisco    | Tapijt (i)    | Stan Smith       | Ove Nils Bengtson Jim McManus     | 6-2, 6-1                | details |
| 19.                               | 1974-05-13 | ATP Las Vegas WCT    | Hardcourt     | Rod Laver        | Frew McMillan John Newcombe       | 6-7, 6-4, 6-4           | details |
| 20.                               | 1975-04-14 | ATP Denver WCT       | Tapijt (i)    | Rod Laver        | Bob Carmichael Allan Stone        | 6-2, 3-6, 7-5           | details |
| verloren finales mannendubbelspel |            |                      |               |                  |                                   |                         |         |
| 1.                                | 1968-05-27 | Roland Garros        | Gravel        | Rod Laver        | Ken Rosewall Fred Stolle          | 3-6, 4-6, 3-6           | details |
| 2.                                | 1969-05-26 | Roland Garros        | Gravel        | Rod Laver        | John Newcombe Tony Roche          | 6-4, 1-6, 6-3, 4-6, 4-6 | details |
| 3.                                | 1969-07-28 | ATP Gstaad           | Gravel        | Malcolm Anderson | Tom Okker Marty Riessen           | 1-6, 4-6                | details |
| 4.                                | 1969-11-10 | ATP Buenos Aires     | Gravel        | Frew McMillan    | Patricio Cornejo Jaime Fillol Sr. | walk-over               | details |
| 5.                                | 1970-06-01 | ATP St. Louis WCT    | Tapijt (i)    | Rod Laver        | Andrés Gimeno John Newcombe       | 4-6, 2-6                | details |
| 6.                                | 1970-08-03 | ATP Louisville       | Hardcourt     | Rod Laver        | Tony Roche John Newcombe          | 6-8, 7-5, 4-6           | details |
| 7.                                | 1970-08-31 | US Open              | Gras          | Rod Laver        | Pierre Barthes Nicola Pilić       | 3-6, 6-7, 6-4, 6-7      | details |
| 8.                                | 1971-04-05 | ATP Miami WCT        | Hardcourt     | Rod Laver        | Tony Roche John Newcombe          | 6-7, 6-7                | details |
| 9.                                | 1971-10-18 | ATP Keulen           | Tapijt (i)    | Rod Laver        | Tom Okker Marty Riessen           | 7-6, 6-3, 6-7, 3-6, 4-6 | details |
| 10.                               | 1972-02-21 | ATP Toronto WCT      | Tapijt (i)    | Rod Laver        | Bob Carmichael Ray Ruffels        | 4-6, 6-4, 4-6           | details |
| 11.                               | 1972-03-06 | ATP Miami WCT        | Hardcourt     | Rod Laver        | Tom Okker Matthy Riessen          | 5-7, 4-6                | details |
| 12.                               | 1972-03-13 | ATP Chicago WCT      | Tapijt (i)    | Rod Laver        | Tom Okker Matthy Riessen          | 2-6, 3-6                | details |
| 13.                               | 1972-11-13 | ATP Stockholm        | Hardcourt (i) | Colin Dibley     | Tom Okker Matthy Riessen          | 5-7, 6-7                | details |
| 14.                               | 1973-02-05 | ATP Philadelphia WCT | Tapijt (i)    | Rod Laver        | Brian Gottfried Dick Stockton     | 6-4, 3-6, 4-6           | details |
| 15.                               | 1973-02-12 | ATP Toronto WCT      | Tapijt (i)    | Rod Laver        | John Alexander Phil Dent          | 6-3, 4-6, 4-6, 2-6      | details |
| 16.                               | 1973-08-27 | US Open              | Gras          | Rod Laver        | Owen Davidson John Newcombe       | 5-7, 6-2, 5-7, 5-7      | details |
| 17.                               | 1974-03-04 | ATP La Costa WCT     | Hardcourt     | Dannis Ralston   | Clark Graebner Charlie Pasarell   | 4-6, 7-5, 5-7           | details |
| 18.                               | 1974-07-15 | ATP Gstaad           | Gravel        | Thomaz Koch      | José Higueras Manuel Orantes      | 5-7, 6-0, 1-6, 8-9      | details |

## Resultaten grandslamtoernooien
| Legenda | Legenda                          |
| ------- | -------------------------------- |
| g.t.    | geen toernooi gehouden           |
| l.c.    | lagere categorie                 |
| –       | niet deelgenomen                 |
| G       | uitgeschakeld in de groepsfase   |
| 1R      | uitgeschakeld in de eerste ronde |
| 2R      | uitgeschakeld in de tweede ronde |
| 3R      | uitgeschakeld in de derde ronde  |
| 4R      | uitgeschakeld in de vierde ronde |
| KF      | uitgeschakeld in de kwartfinale  |
| HF      | uitgeschakeld in de halve finale |
| F       | de finale verloren               |
| W       | het toernooi gewonnen            |
| w-v     | winst/verlies-balans             |

### Enkelspel
| Toernooi        | 1954 | 1955 | 1956 | 1957 | 1958 | 1959 | 1960 | 1961 | 1962 | 1963 | 1964 | 1965 | 1966 | 1967 | 1968 | 1969 | 1970 | 1971 | 1972 |
| --------------- | ---- | ---- | ---- | ---- | ---- | ---- | ---- | ---- | ---- | ---- | ---- | ---- | ---- | ---- | ---- | ---- | ---- | ---- | ---- |
| Australian Open | 3R   | 3R   | 4R   | –    | KF   | KF   | HF   | W    | F    | W    | W    | W    | W    | W    | –    | 4R   | –    | KF   | –    |
| Roland Garros   | 1R   | –    | –    | 3R   | –    | KF   | 3R   | KF   | F    | W    | KF   | HF   | KF   | W    | KF   | 4R   | –    | –    | –    |
| Wimbledon       | 2R   | –    | 3R   | 4R   | –    | HF   | KF   | KF   | 4R   | KF   | W    | W    | KF   | 4R   | 4R   | 4R   | KF   | 4R   | –    |
| US Open         | 3R   | –    | KF   | 4R   | –    | KF   | 3R   | W    | F    | 4R   | W    | KF   | HF   | KF   | 4R   | KF   | 4R   | –    | 1R   |

### Mannendubbelspel
| Toernooi        | 1954 | 1955 | 1956 | 1958 | 1959 | 1960 | 1961 | 1962 | 1963 | 1964 | 1965 | 1966 | 1967 | 1968 | 1969 | 1970 | 1971 | 1972 | 1979 |
| --------------- | ---- | ---- | ---- | ---- | ---- | ---- | ---- | ---- | ---- | ---- | ---- | ---- | ---- | ---- | ---- | ---- | ---- | ---- | ---- |
| Australian Open | 3R   | KF   | HF   | F    | HF   | F    | F    | W    | 3R   | F    | F    | W    | HF   | –    | W    | –    | KF   | –    | –    |
| Roland Garros   | –    | –    | –    | –    | F    | W    | W    | W    | W    | W    | W    | –    | F    | F    | F    | –    | –    | –    | –    |
| Wimbledon       | –    | –    | –    | –    | W    | –    | W    | –    | –    | F    | –    | –    | F    | HF   | HF   | KF   | W    | –    | –    |
| US Open         | –    | –    | –    | –    | W    | W    | –    | –    | –    | –    | W    | W    | –    | 2R   | HF   | F    | –    | 3R   | HF   |